# Kvalifikace na Mistrovství Evropy ve fotbale 1976
Kvalifikace na Mistrovství Evropy ve fotbale 1976 probíhala v letech 1974 až 1976. Zúčastnilo se jí 32 fotbalových reprezentací, které byly rozlosovány do osmi skupin po čtyřech týmech. Ve skupinách hrál každý s každým doma a venku. Vítězové skupin postoupili do čtvrtfinále, kde se střetli systémem doma a venku o postup na závěrečný turnaj.

## Skupinová fáze

### Skupina 1
| Tým            | B | Z | V | R | P | VG | IG |
| -------------- | - | - | - | - | - | -- | -- |
| Československo | 9 | 6 | 4 | 1 | 1 | 15 | 5  |
| Anglie         | 8 | 6 | 3 | 2 | 1 | 11 | 3  |
| Portugalsko    | 7 | 6 | 2 | 3 | 1 | 5  | 7  |
| Kypr           | 0 | 6 | 0 | 0 | 6 | 0  | 16 |

| Datum              | Místo      | Domácí         | Výsl. | Hosté          |
| ------------------ | ---------- | -------------- | ----- | -------------- |
| 30. října 1974     | Londýn     | Anglie         | 3:0   | Československo |
| 20. listopadu 1974 | Londýn     | Anglie         | 0:0   | Portugalsko    |
| 16. dubna 1975     | Londýn     | Anglie         | 5:0   | Kypr           |
| 20. dubna 1975     | Praha      | Československo | 4:0   | Kypr           |
| 30. dubna 1975     | Praha      | Československo | 5:0   | Portugalsko    |
| 11. května 1975    | Lemesos    | Kypr           | 0:1   | Anglie         |
| 8. června 1975     | Lemesos    | Kypr           | 0:2   | Portugalsko    |
| 30. října 1975     | Bratislava | Československo | 2:1   | Anglie         |
| 12. listopadu 1975 | Porto      | Portugalsko    | 1:1   | Československo |
| 19. listopadu 1975 | Lisabon    | Portugalsko    | 1:1   | Anglie         |
| 23. listopadu 1975 | Lemesos    | Kypr           | 0:3   | Československo |
| 3. prosince 1975   | Setúbal    | Portugalsko    | 1:0   | Kypr           |

### Skupina 2
| Tým         | B  | Z | V | R | P | VG | IG |
| ----------- | -- | - | - | - | - | -- | -- |
| Wales       | 10 | 6 | 5 | 0 | 1 | 14 | 4  |
| Maďarsko    | 7  | 6 | 3 | 1 | 2 | 15 | 8  |
| Rakousko    | 7  | 6 | 3 | 1 | 2 | 11 | 7  |
| Lucembursko | 0  | 6 | 0 | 0 | 6 | 7  | 28 |

| Datum              | Místo       | Domácí      | Výsl. | Hosté       |
| ------------------ | ----------- | ----------- | ----- | ----------- |
| 4. září 1974       | Vídeň       | Rakousko    | 2:1   | Wales       |
| 13. října 1974     | Lucemburk   | Lucembursko | 2:4   | Maďarsko    |
| 30. října 1974     | Cardiff     | Wales       | 2:0   | Maďarsko    |
| 20. listopadu 1974 | Swansea     | Wales       | 5:0   | Lucembursko |
| 16. března 1975    | Lucemburk   | Lucembursko | 1:2   | Rakousko    |
| 2. dubna 1975      | Vídeň       | Rakousko    | 0:0   | Maďarsko    |
| 16. dubna 1975     | Budapešť    | Maďarsko    | 1:2   | Wales       |
| 1. května 1975     | Lucemburk   | Lucembursko | 1:3   | Wales       |
| 24. září 1975      | Budapešť    | Maďarsko    | 2:1   | Rakousko    |
| 15. října 1975     | Vídeň       | Rakousko    | 6:2   | Lucembursko |
| 19. října 1975     | Szombathely | Maďarsko    | 8:1   | Lucembursko |
| 19. listopadu 1975 | Wrexham     | Wales       | 1:0   | Rakousko    |

### Skupina 3
| Tým           | B  | Z | V | R | P | VG | IG |
| ------------- | -- | - | - | - | - | -- | -- |
| Jugoslávie    | 10 | 6 | 5 | 0 | 1 | 12 | 4  |
| Severní Irsko | 6  | 6 | 3 | 0 | 3 | 8  | 5  |
| Švédsko       | 6  | 6 | 3 | 0 | 3 | 8  | 9  |
| Norsko        | 2  | 6 | 1 | 0 | 5 | 5  | 15 |

| Datum              | Místo    | Domácí        | Výsl. | Hosté         |
| ------------------ | -------- | ------------- | ----- | ------------- |
| 4. září 1974       | Oslo     | Norsko        | 2:1   | Severní Irsko |
| 30. října 1974     | Bělehrad | Jugoslávie    | 3:1   | Norsko        |
| 30. října 1974     | Solna    | Švédsko       | 0:2   | Severní Irsko |
| 16. dubna 1975     | Belfast  | Severní Irsko | 1:0   | Jugoslávie    |
| 4. června 1975     | Solna    | Švédsko       | 1:2   | Jugoslávie    |
| 9. června 1975     | Oslo     | Norsko        | 1:3   | Jugoslávie    |
| 30. června 1975    | Solna    | Švédsko       | 3:1   | Norsko        |
| 13. srpna 1975     | Oslo     | Norsko        | 0:2   | Švédsko       |
| 3. září 1975       | Belfast  | Severní Irsko | 1:2   | Švédsko       |
| 15. října 1975     | Záhřeb   | Jugoslávie    | 3:0   | Švédsko       |
| 29. října 1975     | Belfast  | Severní Irsko | 3:0   | Norsko        |
| 19. listopadu 1975 | Bělehrad | Jugoslávie    | 1:0   | Severní Irsko |

### Skupina 4
| Tým       | B | Z | V | R | P | VG | IG |
| --------- | - | - | - | - | - | -- | -- |
| Španělsko | 9 | 6 | 3 | 3 | 0 | 10 | 6  |
| Rumunsko  | 7 | 6 | 1 | 5 | 0 | 11 | 6  |
| Skotsko   | 7 | 6 | 2 | 3 | 1 | 8  | 6  |
| Dánsko    | 1 | 6 | 0 | 1 | 5 | 3  | 14 |

| Datum              | Místo     | Domácí    | Výsl. | Hosté     |
| ------------------ | --------- | --------- | ----- | --------- |
| 25. září 1974      | Kodaň     | Dánsko    | 1:2   | Španělsko |
| 13. října 1974     | Kodaň     | Dánsko    | 0:0   | Rumunsko  |
| 20. listopadu 1974 | Glasgow   | Skotsko   | 1:2   | Španělsko |
| 5. února 1975      | Valencia  | Španělsko | 1:1   | Skotsko   |
| 17. dubna 1975     | Madrid    | Španělsko | 1:1   | Rumunsko  |
| 11. května 1975    | Bukurešť  | Rumunsko  | 6:1   | Dánsko    |
| 1. června 1975     | Bukurešť  | Rumunsko  | 1:1   | Skotsko   |
| 3. září 1975       | Kodaň     | Dánsko    | 0:1   | Skotsko   |
| 12. října 1975     | Barcelona | Španělsko | 2:0   | Dánsko    |
| 29. října 1975     | Glasgow   | Skotsko   | 3:1   | Dánsko    |
| 16. listopadu 1975 | Bukurešť  | Rumunsko  | 2:2   | Španělsko |
| 17. prosince 1975  | Glasgow   | Skotsko   | 1:1   | Rumunsko  |

### Skupina 5
| Tým        | B | Z | V | R | P | VG | IG |
| ---------- | - | - | - | - | - | -- | -- |
| Nizozemsko | 8 | 6 | 4 | 0 | 2 | 14 | 8  |
| Polsko     | 8 | 6 | 3 | 2 | 1 | 9  | 5  |
| Itálie     | 7 | 6 | 2 | 3 | 1 | 3  | 3  |
| Finsko     | 1 | 6 | 0 | 1 | 5 | 3  | 13 |

| Datum              | Místo     | Domácí     | Výsl. | Hosté      |
| ------------------ | --------- | ---------- | ----- | ---------- |
| 1. září 1974       | Helsinky  | Finsko     | 1:2   | Polsko     |
| 25. září 1974      | Helsinky  | Finsko     | 1:3   | Nizozemsko |
| 9. října 1974      | Poznaň    | Polsko     | 3:0   | Finsko     |
| 20. listopadu 1974 | Rotterdam | Nizozemsko | 3:1   | Itálie     |
| 19. dubna 1975     | Řím       | Itálie     | 0:0   | Polsko     |
| 5. června 1975     | Helsinky  | Finsko     | 0:1   | Itálie     |
| 3. září 1975       | Nijmegen  | Nizozemsko | 4:1   | Finsko     |
| 10. září 1975      | Chorzów   | Polsko     | 4:1   | Nizozemsko |
| 27. září 1975      | Řím       | Itálie     | 0:0   | Finsko     |
| 15. října 1975     | Amsterdam | Nizozemsko | 3:0   | Polsko     |
| 26. října 1975     | Varšava   | Polsko     | 0:0   | Itálie     |
| 22. listopadu 1975 | Řím       | Itálie     | 1:0   | Nizozemsko |

### Skupina 6
| Tým           | B | Z | V | R | P | VG | IG |
| ------------- | - | - | - | - | - | -- | -- |
| Sovětský svaz | 8 | 6 | 4 | 0 | 2 | 10 | 6  |
| Irsko         | 7 | 6 | 3 | 1 | 2 | 11 | 5  |
| Turecko       | 6 | 6 | 2 | 2 | 2 | 5  | 10 |
| Švýcarsko     | 3 | 6 | 1 | 1 | 4 | 5  | 10 |

| Datum              | Místo  | Domácí        | Výsl. | Hosté         |
| ------------------ | ------ | ------------- | ----- | ------------- |
| 30. října 1974     | Dublin | Irsko         | 3:0   | Sovětský svaz |
| 20. listopadu 1974 | İzmir  | Turecko       | 1:1   | Irsko         |
| 1. prosince 1974   | İzmir  | Turecko       | 2:1   | Švýcarsko     |
| 2. dubna 1975      | Kyjev  | Sovětský svaz | 3:0   | Turecko       |
| 30. dubna 1975     | Curych | Švýcarsko     | 1:1   | Turecko       |
| 10. května 1975    | Dublin | Irsko         | 2:1   | Švýcarsko     |
| 18. května 1975    | Kyjev  | Sovětský svaz | 2:1   | Irsko         |
| 21. května 1975    | Bern   | Švýcarsko     | 1:0   | Irsko         |
| 12. října 1975     | Curych | Švýcarsko     | 0:1   | Sovětský svaz |
| 29. října 1975     | Dublin | Irsko         | 4:0   | Turecko       |
| 12. listopadu 1975 | Kyjev  | Sovětský svaz | 4:1   | Švýcarsko     |
| 23. listopadu 1975 | İzmir  | Turecko       | 1:0   | Sovětský svaz |

### Skupina 7
| Tým     | B | Z | V | R | P | VG | IG |
| ------- | - | - | - | - | - | -- | -- |
| Belgie  | 8 | 6 | 3 | 2 | 1 | 6  | 3  |
| NDR     | 7 | 6 | 2 | 3 | 1 | 8  | 7  |
| Francie | 5 | 6 | 1 | 3 | 2 | 7  | 6  |
| Island  | 4 | 6 | 1 | 2 | 3 | 3  | 8  |

| Datum              | Místo      | Domácí  | Výsl. | Hosté   |
| ------------------ | ---------- | ------- | ----- | ------- |
| 8. září 1974       | Reykjavík  | Island  | 0:2   | Belgie  |
| 12. října 1974     | Magdeburg  | NDR     | 1:1   | Island  |
| 12. října 1974     | Brusel     | Belgie  | 2:1   | Francie |
| 16. listopadu 1974 | Paříž      | Francie | 2:2   | NDR     |
| 7. prosince 1974   | Lipsko     | NDR     | 0:0   | Belgie  |
| 25. května 1975    | Reykjavík  | Island  | 0:0   | Francie |
| 5. června 1975     | Reykjavík  | Island  | 2:1   | NDR     |
| 3. září 1975       | Nantes     | Francie | 3:0   | Island  |
| 6. září 1975       | Lutych     | Belgie  | 1:0   | Island  |
| 27. září 1975      | Anderlecht | Belgie  | 1:2   | NDR     |
| 12. října 1975     | Lipsko     | NDR     | 2:1   | Francie |
| 15. listopadu 1975 | Paříž      | Francie | 0:0   | Belgie  |

### Skupina 8
| Tým       | B | Z | V | R | P | VG | IG |
| --------- | - | - | - | - | - | -- | -- |
| SRN       | 9 | 6 | 3 | 3 | 0 | 14 | 4  |
| Řecko     | 7 | 6 | 2 | 3 | 1 | 12 | 9  |
| Bulharsko | 6 | 6 | 2 | 2 | 2 | 12 | 7  |
| Malta     | 2 | 6 | 1 | 0 | 5 | 2  | 20 |

| Datum              | Místo      | Domácí    | Výsl. | Hosté     |
| ------------------ | ---------- | --------- | ----- | --------- |
| 13. října 1974     | Sofie      | Bulharsko | 3:3   | Řecko     |
| 20. listopadu 1974 | Pireus     | Řecko     | 2:2   | SRN       |
| 18. prosince 1974  | Pireus     | Řecko     | 2:1   | Bulharsko |
| 22. prosince 1974  | Gżira      | Malta     | 0:1   | SRN       |
| 23. února 1974     | Gżira      | Malta     | 2:0   | Řecko     |
| 27. dubna 1975     | Sofie      | Bulharsko | 1:1   | SRN       |
| 4. června 1975     | Soluň      | Řecko     | 4:0   | Malta     |
| 11. června 1975    | Sofie      | Bulharsko | 5:0   | Malta     |
| 11. října 1975     | Düsseldorf | SRN       | 1:1   | Řecko     |
| 19. listopadu 1975 | Stuttgart  | SRN       | 1:0   | Bulharsko |
| 12. října 1975     | Gżira      | Malta     | 0:2   | Bulharsko |
| 28. února 1976     | Dortmund   | SRN       | 8:0   | Malta     |

## Čtvrtfinále
| 24. dubna 1976 18:00  |       |               |                                                                      |
| Československo        | 2 – 0 | Sovětský svaz | Tehelné Pole, Bratislava diváci: 47 621 rozhodčí: Hilmi Ok (Turecko) |
| Móder 34' Panenka 47' |       |               | Tehelné Pole, Bratislava diváci: 47 621 rozhodčí: Hilmi Ok (Turecko) |

| 22. května 1976 19:00  |       |                |                                                                                        |
| Sovětský svaz          | 2 – 2 | Československo | Kijevský Centrální Stadion, Kyjev diváci: 76 495 rozhodčí: Alistair McKenzie (Skotsko) |
| Burjak 53' Blochin 87' |       | Móder 45', 82' | Kijevský Centrální Stadion, Kyjev diváci: 76 495 rozhodčí: Alistair McKenzie (Skotsko) |

 Československo vyhrálo celkovým skóre 4:2 a postoupilo na závěrečný turnaj.
| 24. dubna 1976 17:30    |       |       |                                                                          |
| Jugoslávie              | 2 – 0 | Wales | Stadion Dinamo, Záhřeb diváci: 36 917 rozhodčí: Paul Schiller (Rakousko) |
| Vukotić 1' Popivoda 54' |       |       | Stadion Dinamo, Záhřeb diváci: 36 917 rozhodčí: Paul Schiller (Rakousko) |

| 22. května 1976 15:00 |       |                       |                                                                     |
| Wales                 | 1 – 1 | Jugoslávie            | Ninian Park, Cardiff diváci: 30 346 rozhodčí: Rudolf Glöckner (NDR) |
| Evans 38'             |       | Katalinski 19' (pen.) | Ninian Park, Cardiff diváci: 30 346 rozhodčí: Rudolf Glöckner (NDR) |

 Jugoslávie vyhrála celkovým skóre 3:1 a postoupila na závěrečný turnaj.
| 24. dubna 1976 21:00 |       |          |                                                                                |
| Španělsko            | 1 – 1 | SRN      | Estadio Vicente Calderón, Madrid diváci: 51 771 rozhodčí: Jack Taylor (Anglie) |
| Santillana 21'       |       | Beer 60' | Estadio Vicente Calderón, Madrid diváci: 51 771 rozhodčí: Jack Taylor (Anglie) |

| 22. května 1976 16:00     |       |           |                                                                         |
| SRN                       | 2 – 0 | Španělsko | Olympiastadion, Mnichov diváci: 77 673 rozhodčí: Robert Wurtz (Francie) |
| Hoeneß 17' Toppmöller 43' |       |           | Olympiastadion, Mnichov diváci: 77 673 rozhodčí: Robert Wurtz (Francie) |

 SRN vyhrála celkovým skóre 3:1 a postoupila na závěrečný turnaj.
| 25. dubna 1976 14:30                                         |       |        |                                                                                         |
| Nizozemsko                                                   | 5 – 0 | Belgie | Stadion Feyenoord (De Kuip), Rotterdam diváci: 48 706 rozhodčí: Jean Dubach (Švýcarsko) |
| Rijsbergen 17' Rensenbrink 27', 58', 85' Neeskens 79' (pen.) |       |        | Stadion Feyenoord (De Kuip), Rotterdam diváci: 48 706 rozhodčí: Jean Dubach (Švýcarsko) |

| 22. května 1976 20:00 |       |                     |                                                                              |
| Belgie                | 1 – 2 | Nizozemsko          | Stade du Heysel, Brusel diváci: 19 050 rozhodčí: Alberto Michelotti (Itálie) |
| Van Gool 27'          |       | Rep 61' Cruijff 77' | Stade du Heysel, Brusel diváci: 19 050 rozhodčí: Alberto Michelotti (Itálie) |

 Nizozemsko vyhrálo celkovým skóre 7:1 a postoupilo na závěrečný turnaj.